# Famille bigoudène en deuil
La Famille bigoudène en deuil est une huile sur toile (H. 116,5 cm x L. 157,1 cm) du peintre français Lucien Simon exécutée en 1912. Donnée par Dominique Boyer, elle est conservée et exposée au Musée des Beaux-Arts de Quimper, dans le Finistère.
Dans un style sombre et réaliste, caractéristique des peintres de La Bande Noire, on découvre une famille bigoudène, composée d’une mère et de ses quatre enfants posant en costume de deuil dans un intérieur relativement cossu. De toute évidence, cette famille porte le deuil d’un père, et époux, disparu. Des sources d’époque semblent indiquer que Lucien Simon connaissait le défunt.

## Analyse et interprétation de l'œuvre
Ici le contraste entre le noir des habits et la clarté des chairs attire l’attention sur les visages des personnages endeuillés. On remarque ainsi que la mère et sa fille, si elles portent une coiffe et des vêtements analogues, détournent modestement le regard vers la même direction. Elles partagent des traits semblables : on croirait voir le même personnage à deux âges différents.
Formant également une paire symétrique, regardant également dans la même direction, les deux enfants les plus jeunes n’affichent qu’un air béat. Ils ne saisissent rien de la gravité de la situation, interloqués, sans doute, par l’étrange travail du peintre qui leur fait face.
A cette masse compacte de femmes et d’enfants figurée sur la gauche, s’oppose un jeune garçon seul. Suivant la symétrie qui s’applique aux deux autres paires de personnages, on pourrait s’attendre à la voir poser avec un sixième individu sur la droite. Aussi, là ou les femmes affichent tristesse, tendresse et modestie, le garçon farouche ne laisse échapper qu'un regard boudeur en direction l’observateur. 
En réalité, s’il n’a représenté que cinq personnages, Lucien Simon en suggère un sixième en rompant la régularité de la composition : il s’agit du patriarche qu’on imagine à l’image de son fils aîné, brun, pale, défiant et réservé. Et c’est bien le drame de son absence qui justifie la gravité de la scène. 
Pourtant, même s’il semble être le plus indisposé à la pose des cinq personnages, force est de constater que la minceur du jeune homme révèle, bien plus qu’a gauche, la tristesse d’un décor d’idoles et de pierres grises. En somme, un décor vidé qui crie l’absence. La main sur son épaule peut-être, son père aurait dû poser derrière lui pour ne rien révéler de l’intimité, de la fragilité du foyer.